# Inanna

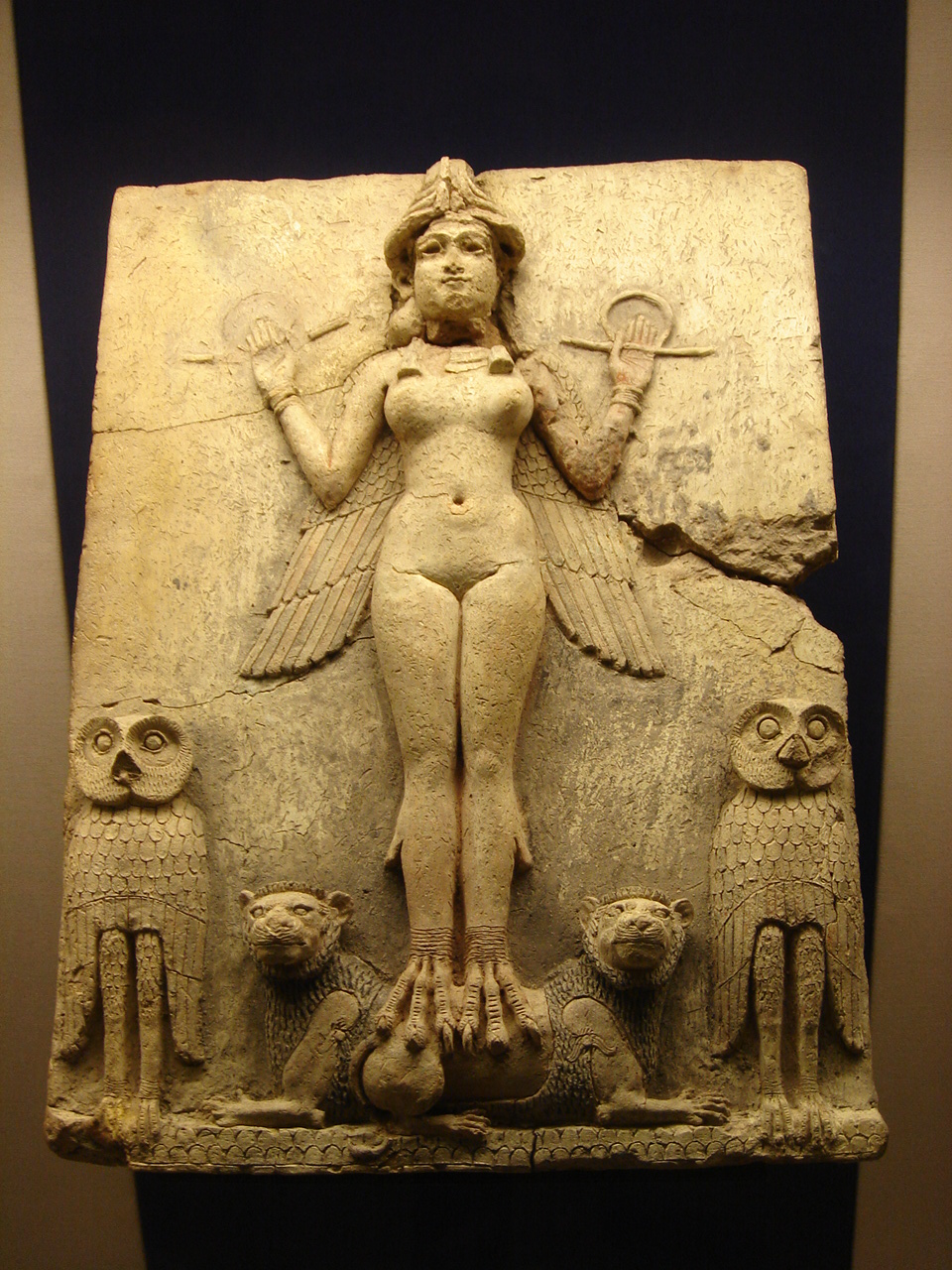
Nattens drottning, cirka 1792-1750 f.Kr. Möjlig avbildning av Inanna/Ishtar på British Museum.

Inanna var fruktbarhetens, kärlekens och krigets gudinna i sumerisk mytologi; hennes akkadiska namn var Ishtar.   Hon vördades framför allt i tempelkomplexet Eanna i staden Uruk.   Inanna förknippas med krig, aggression, och längtan efter makt, samt kroppslig kärlek och erotisk lockelse.   

## Mytologi
Myterna betonar ofta Inannas lättretliga natur och de ödesdigra konsekvenserna av hennes vrede och sexualitet. Namnet brukar antas betyda Himmelshärskarinnan. En av de mer berömda berättelserna handlar om hur hon färdas ner i dödsriket och återvänder till livet för att rädda sin älskare Dumuzi.   En annan handlar om hur trädgårdsmästaren Shukalletuda befruktar henne när hon ligger och sover.

### Inanna och Dumuzi
En myt om Inanna kretsar kring de olika årstidernas uppkomst.  Hon gav sig iväg till sin syster Ereshkigal, dödsrikets drottning.   På vägen dit var hon tvungen att passera 7 portar och i varje port var hon tvungen att ta av sig ett plagg eller smycke.   När hon väl kom fram till sin syster var hon helt naken och maktlös. Inannas syster ville behålla henne i dödsriket, men hon hade ett villkor för att låta Inanna komma tillbaka till livet: någon annan var tvungen att ersätta henne i dödsriket.  Inannas make Dumuzi och hans syster Gesthinanna bodde då där ett halvår var, men eftersom Inannas man var växtlighetens gud, så dog alla växter under tiden han var i dödsriket.  När han kom tillbaka började allt växa igen och det blev sommar.